# نظام المنتج المادي
نظام المنتج المادي (بالإنجليزية: Material Product System - MPS ) هو نظام الحسابات القومية الذي استخدمته 16 دولة اشتراكية لفترات زمنية مختلفة، بما في ذلك الاتحاد السوفيتي السابق ودول الكتلة الشرقية (حتى عام 1990م تقريبًا) وكوبا والصين (1952-1992م) والعديد من الدول الآسيوية الأخرى.  تم الآن استبدال نظام المنتج المادي بنظام الحسابات القومية UNSNA في معظم الدول التي استخدمت نظام المنتج المادي، على الرغم من أن بعض الدول مثل كوبا وكوريا الشمالية استمرت في استخدام نظام المنتج المادي إلى جانب حسابات من نوع UNSNA. من الصعب اليوم الحصول على معلومات مفصلة حول أنظمة المحاسبة التي تعد بديلاً لنظام المنتج المادي UNSNA، وبالتالي فإن قلة من الناس يعرفون أن مثل هذه الأنظمة موجودة وقد استخدمتها دول مختلفة. 

## الاختلافات عن نظام الحسابات القومية
الاختلافات الهيكلية الرئيسية بين نظام المنتج المادي MPS ونظام الحسابات القومية UNSNA تعزى إلى تفسير مختلف للقيمة التي تم إنشاؤها وتراكم مخزونات الثروة. وبالتالي، هناك اختلافات في إجراءات الإجمالي والمقاصة للمجاميع الرئيسية. في MPS، لا تُعتبر العديد من الخدمات ذات قيمة مضافة، وبالتالي يتم استبعادها من إجمالي الناتج الصافي. وكما يوحي الاسم، يهدف MPS إلى قياس الناتج السنوي للسلع المادية ، على عكس الخدمات. 
في نظام المنتج المادي MPS، ينقسم الاقتصاد إلى ثلاثة قطاعات: (1) الشركات الإنتاجية، (2) المجال غير الإنتاجي، و(3) الأسر. عادةً ما تجمع سلطات التخطيط أيضًا بيانات شاملة عن الوحدات المادية للمنتجات المنتجة. هذا ليس هو الحال عادةً في الحسابات القومية التقليدية، التي تقيس فقط القيمة السوقية اللحظية للمخرجات المنتجة.

## التأثير بماركس وسميث
نشأت حسابات نظام المحاسبة المادي (MPS) في الاتحاد السوفيتي، في نفس الفترة تقريبًا التي بُذلت فيها أولى المحاولات الغربية لإنشاء حسابات اجتماعية منهجية (أي في أواخر عشرينيات وثلاثينيات القرن العشرين). وقد تأثرت هذه الحسابات بأفكار كارل ماركس حول تكوين الثروة وتراكمها، وحول العمل المنتج وغير المنتج في المجتمع الرأسمالي. إلا أن ماركس نفسه لم يُحاول قط إنشاء أي نظام حسابات اجتماعية للاقتصادات الاشتراكية؛ فقد تناولت فئاته الاقتصادية الخاصة نمط الإنتاج الرأسمالي ، وليس الاقتصاد الاشتراكي . علاوة على ذلك، استخدمت حسابات نظام المحاسبة المادي تعريفًا لـ«العمل غير المنتج» أقرب إلى تعريف آدم سميث منه إلى تعريف ماركس. وقد اعتمدت دول مجلس التعاون الاقتصادي نظام المحاسبة المادي كنظام محاسبة معياري (MPS) عام ١٩٦٩م. 

## قياس الأسعار
يجادل منتقدو حسابات نظام المحاسبة المادي (MPS) بأنه بتقديمه تفاصيل كثيرة حول قيمة وكمية المنتجات الملموسة المُنتجة، وتفاصيل ضئيلة جدًا حول من اعتمدوا على هذا الإنتاج كمستهلكين، يُظهر كيف تم توزيع الدخل والسلع الاستهلاكية والثروة الرأسمالية في الاتحاد السوفيتي. يجادل مؤيدو النظام بأنه إذا تم توفير العديد من السلع والخدمات للمستهلكين العاديين مجانًا، أو بأقل من تكلفتها (وهو عنصر «مُؤمَّن» من دخل الأسرة)، فإن تقييم نفقات الاستهلاك بأسعار نقدية يصبح صعبًا وغير ذي معنى. ويُجادلون في هذه الحالة بأن الاستراتيجية الأنسب هي قياس السلع والخدمات المادية التي يستهلكها الناس بالفعل، والمزايا التي يستحقونها. مهما كان الحال، من الواضح وجود فرق كبير في أساليب التقييم بين نظامي MPS وUNSNA، إذ يعتمد نظام MPS بشكل كبير على الأسعار المُدارة التي تحددها الدولة، بينما يعتمد نظام UNSNA بشكل كبير على أسعار السوق (سواءً كانت حقيقية أو مُفترضة) (لا ينبغي اعتبار هذه الأسعار السوقية بالضرورة «أسعار سوق حرة» - فقد أظهر اقتصاد ما بعد الكينزية أن نسبة كبيرة من الأسعار في الدول الغربية هي في الواقع أيضًا نوع من الأسعار المُدارة أو المُنظمة). على سبيل المثال، إذا نقلت الشركات السلع والأصول بين فروعها في دول مختلفة، فقد لا تُقيّمها بأسعار السوق إطلاقًا، بل بأسعار تُحمّل ضرائب ورسومًا أقل - مما يدفع الحكومات إلى وضع قواعد لكيفية تقييم السلع وتسعيرها (انظر تسعير التحويل ).